# Cophixalus caverniphilus
Cophixalus caverniphilus é uma espécie de anfíbio anuro da família Microhylidae. Está presente na Papua Nova Guiné. A UICN classificou-a como quase ameaçada.